# Францішек Маковецький
Францішек Лукаш Маковецький (пол. Franciszek Łukasz Makowiecki, ?, найімовірніше, Завалів на Поділлі — 1689) — польський шляхтич, урядник Республіки Обох Націй (Речі Посполитої). Представник роду Маковецьких (син Рафала Казімежа Маковецького). Теребовлянський староста (після 21 травня 1676 р.) за згодою короля Яна ІІІ Собєського отримав посаду від батька. Відомий як вправний вояк (ротмістр). Також мав посаду могильницького старости.
Дружина — Людвіка Боратинянка. Діти:
- Зофія — дружина белзького каштеляна Юзефа Антонія Стадніцького.[3]